# Palmas de Monte Alto
Palmas de Monte Alto est une municipalité brésilienne de l'État de Bahia et la Microrégion de Guanambi.